# 2U (nummer)
2U is een nummer van de Franse dj David Guetta uit 2017, ingezongen door de Canadese zanger Justin Bieber, van Guettas album 7.
Het nummer werd wereldwijd een gigantische hit. In Frankrijk, Guetta's thuisland, behaalde het de 3e positie, en in Canada, Biebers thuisland, kwam het een plekje lager. In de Nederlandse Top 40 haalde "2U" de 2e positie, en in de Vlaamse Ultratop 50 haalde het ook de 3e positie.